# 横須賀基地ドローン侵入撮影事件
横須賀基地ドローン侵入撮影事件（よこすかきちドローンしんにゅうじけん）は、横須賀海軍施設・横須賀基地にドローンが無断侵入し基地及び施設内に停泊する護衛艦、駆逐艦、航空母艦などが空撮された事件である。

## 概要
2024年4月2日、Twitter（現X）上に海上自衛隊の護衛艦「いずも」が空撮された映像が投稿された。また同日にはアメリカ海軍の航空母艦「ロナルド・レーガン」が空撮された画像も投稿された。木原稔防衛大臣は記者会見で「悪意をもって加工、捏造されたものである可能性を含め、現在分析中だ」と発表した。酒井良海上幕僚長も2日の会見で「動画がフェイクで偽造されたものかは確認中だ」と発表した。基地の警備に関し「ドローンを操縦する電波を探知していれば、それなりの対処をしているはずだ」と述べた。
4月4日、同じ投稿者がアメリカ海軍横須賀施設全体を空撮した画像や、アーレイ・バーク級ミサイル駆逐艦を空撮した画像が投稿した。
5月8日、同じ投稿者はアメリカ海軍空母「ロナルド・レーガン」を空撮する映像を投稿した。
5月9日、防衛省は海上自衛隊横須賀基地に停泊中の護衛艦「いずも」をドローンから空撮したと称する動画と画像の真偽について、「映像は実際に撮影された可能性が高い」とする最終分析結果を公表した。そして、防衛上、重大な支障を生じかねないことから「極めて深刻に受け止めている」とし、警備に万全を期す方針を示した。
5月15日、同じ投稿者は横須賀海軍施設内に停泊するアーレイ・バーク級ミサイル駆逐艦を空撮した映像を公開した。この件について在日アメリカ海軍司令部は、ANNの取材に対して「横須賀基地に関する映像がSNSに投稿されていることは承知している。海軍犯罪捜査局が捜査中の案件につき、コメントは差し控える」と発表した。
5月17日、神奈川県警が小型無人機等飛行禁止法違反容疑を視野に捜査を開始した。

## 評価
清谷信一や安全保障アナリストの部谷直亮は、このことで日本の艦艇はドローンによる襲撃に無力であることが明らかになったと評した。後日部谷と慶応義塾大学SFC研究所の平田知義は前述したことに加え、ドローン規制法があるものの現状はドローンを「その気になれば飛ばせてしまう」ことや、自衛隊のドローン対策に効果がなければ「税金の無駄遣いになるのではないか」と指摘している。

## 投稿者とのやり取りで発覚したこと
投稿者とのDMでわかったことを、記録としてこちらに残しておく。真偽はあくまで不明である。
・撮影した年月　　　　　　　→今年(2024年)
・どのようなドローン？　　　→Amazonで買えるドローン
・何円ぐらいのドローン？　　→Like your monthly salary(あなたの月給ぐらい)
・月給は平均月収か？　　　　→Good question
・中国政府と関係あるのか？　→いいえ。個人的で。
・他の艦船の写真も見てみたい→Twitter上に投稿し応じる。(https://x.com/Xiao_Hao_4/status/1775718926015701244)

また、同じ頃に投稿された北朝鮮の空撮（https://www.reddit.com/r/pics/comments/1bobsqr/drone_pics_of_north_korea_i_was_in_china_my_drone/?rdt=52017#lightbox）を投稿した人物と同一人物か、と尋ねたが、違うとのことだった。